# Estación de Quintana Redonda
Quintana Redonda es un apeadero ferroviario con parada facultativa situado en el municipio español homónimo en la provincia de Soria, comunidad autónoma de Castilla y León. Cuenta con servicios de media distancia operados por Renfe Operadora.

## Situación ferroviaria
Se encuentra en el punto kilométrico 74,6 de la línea férrea de ancho ibérico que une Torralba con Soria a 1006 metros de altitud, entre las estaciones de Tardelcuende y de Soria. El tramo es de via única y está sin electrificar.

## Historia
El ferrocarril llegó a Quintana Redonda el 1 de junio de 1892 con la apertura de la línea Torralba-Soria. Las obras corrieron a cargo de la compañía del Gran Central Español que había obtenido su concesión de Eduardo Otlet titular inicial de la misma tras ganar la correspondiente subasta. Poco duró, sin embargo la gestión del Gran Central Español ya que la compañía quebró un año después y la concesión regresó a su primer poseedor. En 1920, la línea fue traspasada a la Sociedad de los Ferrocarriles Soria-Navarra, la cual explotaría el trazado hasta la nacionalización del ferrocarril en España en 1941 y la creación de RENFE. Desde el 31 de diciembre de 2004, Adif es la titular de las instalaciones.

## Servicios ferroviarios

### Media Distancia
Renfe presta servicio de Media Distancia gracias a sus trenes diesel, cubriendo el trayecto Madrid-Soria.
| Línea MD | Trenes | Origen/Destino   |  | Destino/Origen |
| -------- | ------ | ---------------- |  | -------------- |
| 54       | TRD    | Madrid-Chamartín |  | Soria          |